# .gm
Pour les articles homonymes, voir GM.
.gm est le domaine de premier niveau national réservé à la Gambie. Il existe depuis le 28 mars 1997 et il est géré par l'organisation GM-NIC basée à Serrekunda.
Le sous-registre *.gov.gm est utilisé pour les entités gouvernementales est délégué au ministère de la Communication, de l'Information et de l'IT (MoICI), le sous-registre *.edu.gm pour les établissements et ressources éducatives est délégué à l'Université de Gambie (UTG).